# E-mu Emax

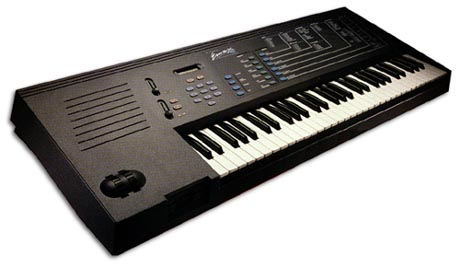
E-mu Emax

Gli E-mu Emax erano una serie di campionatori controllati a tastiera prodotti dalla E-mu System dal 1986 al 1995. Messi in commercio contemporaneamente ai più costosi Emulator II ed Emulator III, gli Emax furono concepiti dopo la produzione della Akai S-612 e del Sequential Circuits Prophet 2000 per competere sul mercato dei campionatori economici.
Il nome "Emax" può essere riferito ad uno dei due modelli costruiti, l'Emax e l'Emax II. Generalmente lo si utilizza in riferimento al primo modello, noto anche con il nome non ufficiale di "Emax I" (per distinzione dal successore).

## Emax
L'Emax originale venne messo in commercio nel 1985, dopo il ritiro dell'Emulator II. Benché i due strumenti fossero molto simili, l'Emax era costruito con materiali più avanzati ed affidabili e poteva registrare i campionamenti su floppy 3 1/2", anziché sui più vecchi 5 1/4" dell'Emulator II. Venne pubblicizzato come campionatore a 12 bit, ma in realtà, nonostante il playback fosse realmente 12 bit, solo 8 di questi venivano utilizzati nell'esecuzione del campione. Sebbene questo potesse costituire un elemento di inferiorità rispetto ai prodotti delle altre compagnie, molti musicisti moderni considerano l'Emax un prodotto fondamentale per la E-mu.
Numerosi aggiornamenti vennero messi a disposizione per l'Emax durante il suo periodo di commercializzazione. Tra questi vi erano l'Emax HD, contenente un hard disk da 20 MB per memorizzare i campionamenti, e l'Emax SE, con un filtro a sintesi additiva che permetteva la creazione di suoni propri a partire dallo scratch. L'Emax venne poi ritirato dal mercato, sostituito dall'Emax II.

## Emax II
L'Emax venne rimpiazzato nel 1989 dall'Emax II. Questa volta si trattava realmente di un campionatore polifonico a 16 bit che faceva uso di filtri e componenti interamente digitali, differentemente da quelli analogici del predecessore. A questo corrispose un aumento sostanziale del prezzo, che però non comportò uno scarso successo allo strumento, il quale venne anzi preferito da molti musicisti professionisti per la varietà dei campionamenti disponibili, diventando anche lo strumento E-mu per più tempo presente sul mercato (sei anni). L'Emax II Turbo, messo in commercio nel 1990, era migliorato nell'aggiunta della possibilità di campionare in stereo e per l'aumento della memoria interna.
Nel 1995 l'Emax II venne ritirato, sostituito da alcuni modelli su montaggio rack (E-mu ESi-32, E-mu ESi-2000 e E-mu ESi 4000).

## Musicisti che utilizzavano e utilizzano Emax ed Emax II
- Astral Projection
- Depeche Mode
- Faith No More
- NerdKids
- Meat Beat Manifesto
- Mouse on Mars
- Nine Inch Nails
- Die Krupps
- Orbital
- Skinny Puppy
- Steve Roach
- Tony Toni Tone
- U2
- Tom Waits
- The Whispers
- Manto - ConcreteBeats

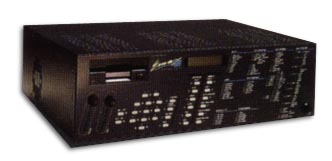
Emax HD

- Slam-Dg aka Jack Burton - Loud Productions